# Фуллер, Лон Льюис
Лон Льюис Фуллер (1902 — 8 апреля 1978) — выдающийся философ права, автор «Морали права» (1964). Фуллер в течение длительного времени был профессором права Гарвардского университета, в американском праве он известен своим творчеством в области договорного права. Его дискуссия с Г. Л. А. Хартом в Harvard Law Review (Т. 71) была чрезвычайно важной для оформления современных противоречий между правовым позитивизмом и естественным правом. Фуллер существенно повлиял на Рональда Дворкина, который в то время был студентом юридического факультета Гарвардского университета.

## Восемь способов оказаться несостоятельным законодателем
1. Недостаточность законодательного регулирования, что приводит к бессистемному судопроизводству и самосуду.
2. Необнародование норм права.
3. Неясность, непонятность законодательства.
4. Обратное действие норм права.
5. Противоречивость правовых норм.
6. Требования, которые являются невыполнимыми для субъекта или/и правителя.
7. Нестабильность законодательства (например, ежедневное внесение изменений в законы).
8. Противоречия между применением законов и требованиями самих законов.

Фуллер описывает эти проблемы в своей книге «Мораль права» на примере истории о воображаемом короле по имени Рекс, который пытался править как следует, и постоянно сталкивался с упомянутыми препятствиями. Фуллер утверждает, что право является деятельностью, которая заключается в «попытке подчинить поведение людей правилам». Каждый из восьми упомянутых недостатков формирует отдельный принцип: избежание соответствующего недостатка при нормотворчестве. Если хоть один из этих восьми принципов нарушен, система регулирования не является правовой. Чем ближе система приближается к указанным принципам, тем ближе она становится к идеалу, хотя на практике всегда возникает необходимость компромиссов. Эти принципы, замечает Фуллер, составляют «внутреннюю мораль права», а их соблюдение ведет к в целом к формированию справедливого права — подальше от права плохого. «Внутренняя мораль» права относится к «морали стремление» — требований, соблюдение которых не является и не может быть обязательным, но которое служит достижению идеала — в противовес «морали долга», совокупности минимальных требований к деятельности, нарушение которых влечет за собой ответственность. «Внешнюю мораль права» составляют, по Фуллеру, требования справедливости самих норм права по сути, принадлежности предмета регулирования и т. д.